# Charlie og chokoladefabrikken (film fra 1971)
 For alternative betydninger, se Charlie og chokoladefabrikken. (Se også artikler, som begynder med Charlie og chokoladefabrikken)
Charlie og chokoladefabrikken – originaltitel Willy Wonka & the Chocolate Factory – er en amerikansk film af Mel Stuart fra 1971.
Filmen er en filmatisering af børnebogen af Roald Dahl. Den blev Oscarnomineret for bedste musik.

## Handling
Den verdensberømte Willy Wonka sætter en konkurrence i gang om at besøge hans chokoladefabrik. Den fattige lille dreng Charlie Bucket samt 4 forkælede børn vinder denne konkurrence og altså en tur til den store verdensberømte chokoladefabrik. Under besøget på chokoladefabrikken får børnene sig en overraskelse de ikke havde forventet.

## Medvirkende
- Gene Wilder som Willy Wonka
- Peter Ostrum som Charlie Bucket
- Jack Albertson som Grandpa Joe
- Julie Dawn Cole som Veruca Salt
- Paris Themmen som Mike Teavee
- Denise Nickerson som Violet Beauregarde
- Diana Sowle som Mrs. Bucket
- Dodo Denney som Mrs. Teavee
- Michael Bollner som Augustus Gloop
- Leonard Stone som Mr. Beauregarde
- Roy Kinnear som Mr. Salt
- Ursula Reit som Mrs. Gloop
- Günter Meisner som Arthur Slugworth/Mr. Wilkinson
- Aubrey Woods som Bill
- David Battley som Mr. Turkentine
- Peter Capell som Tinker
- Werner Heyking som Mr. Jopeck
- Peter Stuart som Winkelmann
- Tim Brooke-Taylor som Computer Mand

…

## Eksterne Henvisninger
- Charlie og chokoladefabrikken på Internet Movie Database (engelsk)
- Charlie og chokoladefabrikken på Filmdatabasen
- Charlie og chokoladefabrikken i Svensk Filmdatabas (svensk)
- Charlie og chokoladefabrikken på AlloCiné (fransk)
- Charlie og chokoladefabrikken på MovieMeter (nederlandsk)
- Charlie og chokoladefabrikken på AllMovie (engelsk)
- Charlie og chokoladefabrikken hos American Film Institute (engelsk)
- Charlie og chokoladefabrikken hos British Film Institute (engelsk)
- Charlie og chokoladefabrikken på Turner Classic Movies (engelsk)
- Charlie og chokoladefabrikken på The Movie Database (engelsk)